# Apterona crenulella
Apterona crenulella är en fjärilsart som beskrevs av Charles Théophile Bruand d’Uzelle 1852. Apterona crenulella ingår i släktet Apterona och familjen säckspinnare. Inga underarter finns listade i Catalogue of Life.